# 野田良之
野田 良之（のだ よしゆき、1912年10月15日 - 1985年10月11日）は、日本の法学者（フランス法・比較法）。東京大学名誉教授。外交官・野田良治の長男。

## 人物
日本における比較法学の草分けであり、「比較法文化論」という言葉を作ったといわれる。ブラジル合衆国ペトロポリス市生まれ。父は外交官。生涯独身であった。門下生に稲本洋之助ら。1959年に日仏法学会を設立した。

## 略歴

### 学歴
- 1929年3月 - 東京府立第一中学校（現東京都立日比谷高等学校）第4学年修了
- 1932年3月 - 第一高等学校文科丙類卒業
- 1935年3月 - 東京帝国大学法学部法律学科卒業

### 職歴
- 1936年4月 - 東京帝国大学法学部助手（杉山直治郎が指導）
- 1939年4月 - 東京帝国大学法学部助教授
- 1949年5月 - 東京大学法学部教授
- 1973年
  - 4月 - 定年退官、学習院大学法学部非常勤講師（1974年4月まで）[2]
  - 5月 - 東京大学名誉教授
- 1974年4月 - 学習院大学法学部教授

## 家族
- 父・野田良治（敬天牧童、1875年 - 1968年） - 丹波国何鹿郡で野田金右衛門（俳号・悟霊堂琴山）の二男として生まれ、大阪泰西学館、東京専門学校を経て、1897年に公使館領事館書記生試験に合格して外務省に入省、釜山、マニラ、メキシコ、ペルー、チリ、ブラジルなどで勤務し、1935年に退官した[1][3][4]。日葡辞典（有斐閣、1963年）を編纂のほか、南米関連書、詩集などを出版した[1]。良治の弟・野田実之助（1889年生）も外交官[3]。
- 母・三喜（1887年生） - 土居通予（土居香国、1850年 - 1921年、高知生まれ）の四女[3]。父の通予は奥宮慥斎に師事して陽明学を学び、土佐藩藩校などで学んだのち、1870年、高岡郡寒原村に招かれ学校を開く[5][6][7]。1875年上京して古沢滋の食客となり、元老院書記生に出任、高知県官、立憲政党新聞社記者、梅花女学校教師、秋田県官などを経て逓信省參事官となり、名古屋郵便電信局長遞信書記官を経て陸軍郵便部長として台湾駐在後、東京郵便電信局長、京都郵便電信局長などを歴任したのち、逓信省通信事務官郵便爲替貯金管理所長を務めた[5][6]。土居香国の号で詩人としても知られ、各任地での詩文人と交流し詩名を高め、のち随鷗吟社に参加、やがて森槐南のあと社務をとった[8]。
- 姉 - 海外枝、里眞耶、南美枝[3]
- 妹 - 英枝、雅子、文子、美津子、美季子[3]
- 弟 - 良国、良伯[3]

## 著作

### 著書
- 教育の理想 コンドルセの民主主義教育論 弘文堂 1950
- 法における歴史と理念 東京大学出版部 1951 「法と社会」叢書
- フランス法概論 上巻 第1・2 有斐閣全書 1954-55
- 内村鑑三とラアトブルフ 比較文化論へ向かって みすず書房 1986.12
- 栄誉考 柏随想 みすず書房 1986.5

- 近代日本思想史大系 7 近代日本法思想史 碧海純一と共編 有斐閣 1979.12

### 翻訳
- 現代法の諸問題 ジュリオ・ド・ラ・モランディェール（フランス語版） 共訳 日仏会館 1938 (比較法学叢書）
- 民法典序論 ポリタリス（英語版） 日本評論社 1947 (法学叢書）
- ありし日の音楽家たち ロマン・ロラン全集 第57巻 みすず書房 1952
- 社会主義の文化理論 グスタアフ・ラアトブルフ みすず書房 1953
- フランス音楽史  ロマン・ロラン作品集 第9集 みすず書房 1954
- 法と国家 G.デル・ヴェッキオ（英語版） 小菅芳太郎共訳 紀伊国屋書店 1959
- グスタフ・ラートブルフ著作集 第8巻 社会主義の文化理論 山田晟共訳 東京大学出版会 1961
- 音楽研究 第2  ロマン・ロラン全集 第21 みすず書房 1965
- 日本見聞記 フランス人の見た明治初年の日本 1・2 ジョルジュ・ブスケ 久野桂一郎共訳 みすず書房 1977
- 法の精神 モンテスキュー　各・全3巻、岩波書店 1987-88、岩波文庫 1989
稲本洋之助、上原行雄、田中治男、三辺博之、横田地弘と共訳

### 記念論集
- 東西法文化の比較と交流 野田良之先生古稀記念 山口俊夫ほか編集 有斐閣 1983.6

### 解説
- 経済学者ラ・フォンテーヌ　G・ボアソナード、久野桂一郎訳 みすず書房 1979。解説担当